# 常熟州
常熟州，元朝时的州。
元贞元年（1295年）升常熟县置，治所在今江苏省常熟市。属平江路。明朝洪武二年（1369年）复降为县。